# Kosmodrom Swobodny
Koordinaten: 51° 47′ N, 128° 10′ O
Das Kosmodrom Swobodny (russisch Космодром Свободный) ist ein zwischen 1996 und 2006 benutzter Raketenstartplatz im Fernen Osten Russlands. Er liegt etwa 20 km nordwestlich der Stadt Swobodny in der Oblast Amur.

## Geschichte

### Basis für Interkontinentalraketen
Ab 1968 wurden nahe der Stadt Swobodny etwa 100 Raketensilos für Interkontinentalraketen, getarnt als Kohlebergwerke, errichtet. Ende 1993, nach den START-II-Abrüstungsgesprächen zwischen der Sowjetunion und den USA, wurden die Startanlagen stillgelegt. In der Wohnsiedlung der Anlage sollen damals etwa 5000 Personen gelebt haben.

### Startplatz für Trägerraketen
Da nach dem Zerfall der Sowjetunion der Startplatz Baikonur außerhalb des Staatsgebiets lag, waren die russischen Behörden auf der Suche nach einem passenden Ersatz.
Am 30. November 1993 wurde Swobodny offiziell zum Testzentrum ernannt. Fünf Raketensilos der Interkontinentalrakete UR-100 sollten für die neuen Raketen Strela und Rockot umgebaut werden, die beide auf der Interkontinentalrakete UR-100N basieren. Langfristige Pläne sahen Swobodny als Startplatz für die neue Angara-Rakete vor.
Am 1. März 1996 erklärte der russische Präsident Boris Jelzin Swobodny zum Kosmodrom. Die Bauarbeiten gingen jedoch schleppend voran, der Erststart der Strela fand nicht in Swobodny, sondern in Baikonur statt. Allerdings konnten ab 1997 Start-Raketen von Swobodny aus Satelliten in die Erdumlaufbahn bringen.

#### Startliste 1997–2006
Von 1997 bis 2006 fanden in Swobodny fünf Satellitenstarts statt. Alle Satelliten wurden in polare Umlaufbahnen gebracht.
| Datum, Uhrzeit (UTC)     | Rakete    | Satellit    | Funktion                                                     |
| ------------------------ | --------- | ----------- | ------------------------------------------------------------ |
| 4. März 1997, 02:00      | Start-1.2 | Seja        | russischer militärischer Kommunikationssatellit              |
| 24. Dezember 1997, 13:32 | Start-1   | Earlybird 1 | US-amerikanischer Erdbeobachtungssatellit                    |
| 6. Dezember 2000, 12:32  | Start-1   | EROS-A 1    | israelischer Erdbeobachtungssatellit                         |
| 20. Februar 2001, 08:48  | Start-1   | Odin        | schwedisches Satellitenteleskop für Astronomie und Aeronomie |
| 25. April 2006, 16:47    | Start-1   | EROS-B      | israelischer Erdbeobachtungssatellit                         |

### Stilllegung des Raketenstartplatzes
Schon 2005 stand im Raum, dass Swobodny nicht weiter betrieben werden könne, Ende 2006 wurde aus finanziellen Gründen beschlossen, den Startplatz nicht mehr zu verwenden, die drei Startsilos sollten laut Wladimir Popowkin, dem Befehlshaber der russischen Weltraumraketentruppen, entweder gesprengt oder mit Beton gefüllt werden. Formal wurde die Stilllegung im Februar 2007 durch ein Dekret des Präsidenten besiegelt.
Ab Juli 2007 kam Swobodny noch einmal in die engere Wahl für Russlands zukünftigen Raketenstartplatz. Der Leiter der Raumfahrtbehörde Roskosmos, Anatoli Perminow, besuchte mit einer Delegation zuerst Swobodny, dann Wanino an der Pazifikküste. Die Wahl fiel im November 2007 letztendlich auf einen Neubau, der seither unter dem Namen Kosmodrom Wostotschny in der Nähe von Swobodny errichtet wird.

## Trivia
In der deutschsprachigen Science-Fiction-Literatur wurde erstmals im Roman Sieben fielen vom Himmel (1969) von Alexander Kröger ein „Amur-Kosmodrom“ erwähnt.